# Magnus Bane
Magnus Bane is een personage. Het is een van de hoofdkarakters in de boekenreeks Kronieken van de Onderwereld van Cassandra Clare. De rol van de heksenmeester in de televisieserie Shadowhunters: The Mortal Instruments wordt vertolkt door Harry Shum jr..
Magnus Bane is de High Warlock of Brooklyn, de hoge heksenmeester van Brooklyn. Hij heeft pikzwart haar, dat hij opzet in korte piekjes, en kattenogen, zijn demonenstempel. Hij is een grote fan van glitters en geeft vaak exclusieve feestjes voor leden uit de Benedenwereld. Zo komt hij in contact met de schaduwjagers van het New Yorkse Instituut en ze worden uiteindelijk zelfs vrienden. Hij vormt een koppel met Alec Lightwood, een rol in de serie vertolkt door Matthew Daddario. Het is hoofdpersonage Clary Fairchild, in de serie vertolkt door Katherine McNamara, die ze met mekaar in contact bracht.